# Оукфілд (Мен)
Оукфілд (англ. Oakfield) — місто (англ. town) в США, в окрузі Арустук штату Мен. Населення — 661 особа (2020).

## Демографія
Згідно з переписом 2010 року, у місті мешкало 737 осіб у 323 домогосподарствах у складі 215 родин. Було 496 помешкань
Расовий склад населення:
| - 96,7 % — білих - 2,0 % — корінних американців - 0,3 % — чорних або афроамериканців |

До двох чи більше рас належало 0,8 %. Частка іспаномовних становила 1,4 % від усіх жителів.
За віковим діапазоном населення розподілялося таким чином: 17,9 % — особи молодші 18 років, 60,8 % — особи у віці 18—64 років, 21,3 % — особи у віці 65 років та старші. Медіана віку мешканця становила 48,7 року. На 100 осіб жіночої статі у місті припадало 99,2 чоловіків;  на 100 жінок у віці від 18 років та старших — 97,1 чоловіків також старших 18 років.
Середній дохід на одне домашнє господарство  становив 43 722 долари США (медіана — 37 167), а середній дохід на одну сім'ю — 48 648 доларів (медіана — 48 750). Медіана доходів становила 31 705 доларів для чоловіків та 31 250 доларів для жінок. За межею бідності перебувало 21,1 % осіб, у тому числі 25,0 % дітей у віці до 18 років та 3,8 % осіб у віці 65 років та старших.
Цивільне працевлаштоване населення становило 280 осіб. Основні галузі зайнятості: освіта, охорона здоров'я та соціальна допомога — 38,2 %, роздрібна торгівля — 16,1 %, виробництво — 10,4 %, транспорт — 8,9 %.